# Küstrin

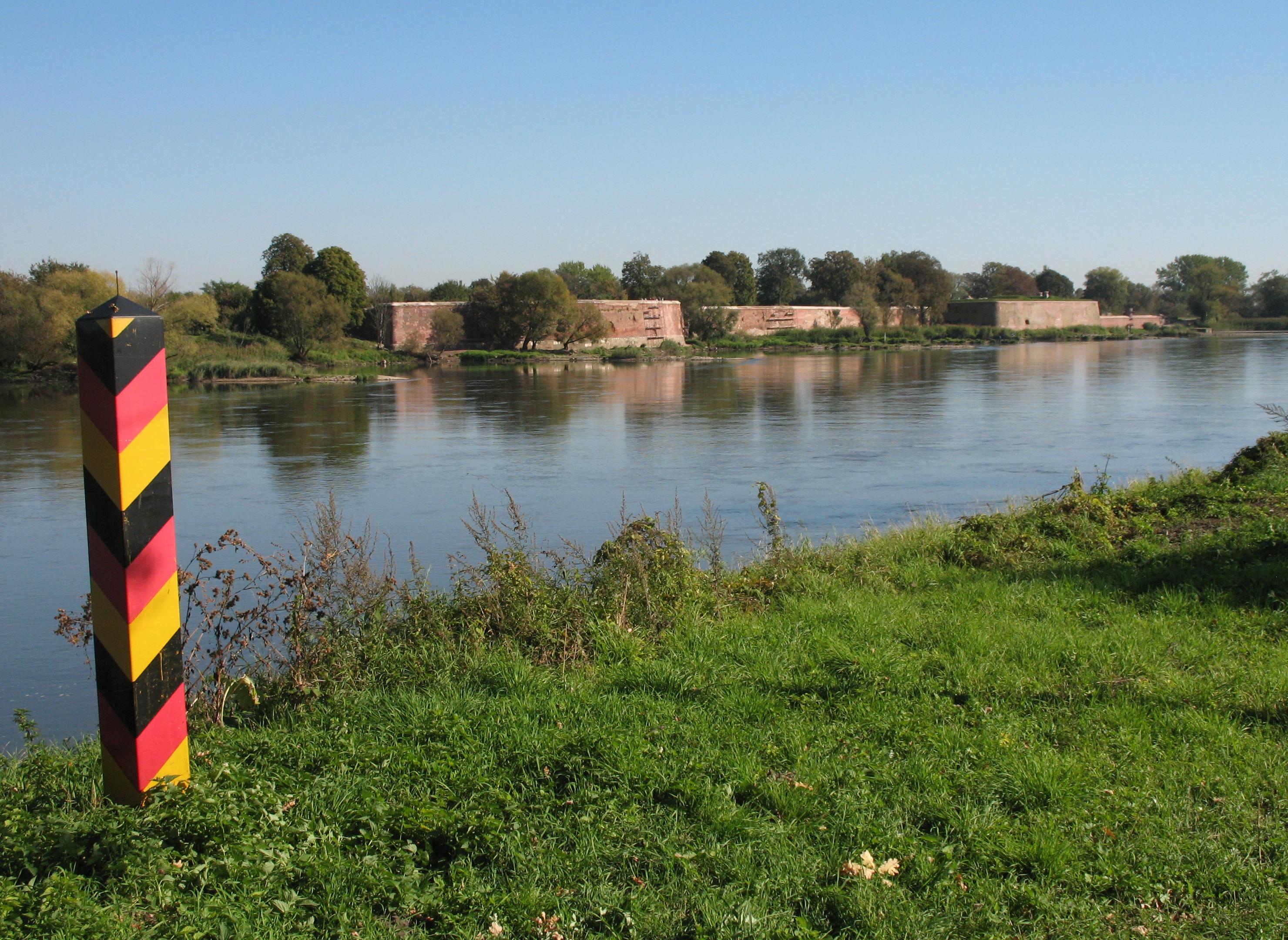
Frontera germano-polaca, con el antiguo fuerte de Küstrin al otro lado del río Óder.

Küstrin (en polaco: Kostrzyn), hasta 1928 también escrito Cüstrin, fue una ciudad alemana de la provincia prusiana de Brandeburgo, situada en ambas orillas del río Óder. Después de la Segunda Guerra Mundial los aliados establecieron una nueva frontera germano-polaca a lo largo de la Línea Oder-Neisse, de acuerdo a lo que se decidió en la Conferencia de Potsdam, y la ciudad junto con la provincia de Brandeburgo fueron divididas entre la Alemania de posguerra y la República de Polonia. Así, Küstrin pasó a formar parte de Polonia y fue renombrada como Kostrzyn nad Odrą.

## Historia
La fortaleza de Kosterin, entonces controlada por el duque Wladyslaw Odonic de la Gran Polonia, fue mencionada por primera vez en un texto de 1232, en el momento en que era un feudo de los Caballeros Templarios. Convertida en una castellanía polaca desde 1249, en 1261 pasó a formar parte del Margraviato de Brandeburgo gobernado por los Ascanios. El Margrave Alberto III concedió a la población los derechos de Magdeburgo en 1300. Para aprovechar las ventajas de su ubicación estratégica, a partir de 1536 la fortaleza fue reconstruida en gran parte como residencia del Juan, Margrave Brandeburgo-Küstrin (Hans von Küstrin) y durante el siglo XVII se convirtió en una de las más importantes fortalezas militares de Alemania bajo el dominio del "Gran Elector" Federico Guillermo I.
Küstrin también fue un lugar relevante por ser el lugar de encarcelamiento del futuro rey Federico el Grande por su padre, Federico Guillermo I, en septiembre de 1730. Después de que fueran descubiertos sus planes para abandonar Prusia en compañía de su amigo Hans Hermann von Katte, Federico fue encerrado en la Torre de Küstrin, y su padre le ordenó presenciar la ejecución de su amigo desde la ventana de su celda. Después de ser liberado, Federico todavía permaneció en Küstrin durante algún tiempo más, donde adquirió conocimientos sobre la administración urbana y rural de mano de los funcionarios de la ciudad.
En 1806 tras la derrota de Prusia por Napoleón I, fue ocupada por Francia hasta el 20 de marzo de 1814. Cuando vuelve a ser una ciudad prusiana.  
En las últimas semanas de la Segunda Guerra Mundial, la fortaleza fue testigo de fuertes combates entre el Ejército Rojo y las fuerzas alemanas que la defendían. Las últimas tropas de la Wehrmacht se rindieron a las fuerzas soviéticas el 11 de marzo (otras fuentes señalan el 29 de marzo) de 1945. Como resultado, buena parte de la Ciudad vieja de Küstrin resultó completamente destruida y no fue reconstruida. Posteriormente, la población alemana que todavía permanecía en la ciudad fue expulsada por las nuevas autoridades polacas.
Tras la Conferencia de Potsdam y la adopción de la línea Oder-Neisse como nueva frontera, la antigua ciudad quedó dividida en dos municipios separados: Kostrzyn nad Odrą en Polonia, y Küstriner Vorland, un antiguo suburbio occidental, en Alemania.